# William McCullagh Torrens
William Torrens McCullagh Torrens (født 13. oktober 1813, død 26. april 1894) var en engelsk politiker og forfatter. 
Torrens blev sagfører 1836 og var 1847—1852 samt på ny 1865—1885 medlem af Underhuset. Han var udpræget liberal og meget virksom for valgrettens udvidelse 1867, samt for sociale fremskridt. Torrens fremkaldte lov om arbejderboliger 1868 og oprettelsen af Londons skoleråd 1870. Desuden skrev han Industrial history of free nations (1846), Empire in Asia (1872), Twenty years in Parliament (1893) og History of Cabinets (1894) samt levnedsskildringer af 
James Graham (1863), Lord Melbourne (2 bind, 1877) og Lord Wellesley (1880).